# Carolina (juego)
En Uruguay, se llama carolina a un juego similar al billar, donde la mesa tiene bolsillos como en el pool americano y palitos como en el casin. Se juega con dos bolas blancas, una roja, una verde y otra amarilla. Consiste en hacer carambolas, voltear palitos y embocar bolas en los bolsillos.
La Carolina consiste en un juego similar al Pool, con una mesa con seis troneras, en el cual hay dos grupos.
- Datos: Q5753151
- Multimedia: Caroline (billiard game) / Q5753151